# Manno Peters Tammena
Manno Peters Tammena (* 10. Februar 1934 in Nortmoor; † 18. Januar 2023 ebenda) war ein ostfriesischer Namenforscher und Autor, der sich der Dokumentation und Analyse traditioneller Vornamen in Ostfriesland widmete. Er entwickelte früh ein Interesse an der Vielfalt und Bedeutung ostfriesischer Namen, was zu seiner lebenslangen Forschungsarbeit führte. Tammena sammelte und katalogisierte über 45.000 ostfriesische Namen, untersuchte deren Ursprünge, Bedeutungen und historische Entwicklungen. Seine Arbeit, die in mehreren Publikationen gipfelte, trug wesentlich zur Bewahrung des ostfriesischen Kulturerbes bei und beeinflusste die Namenforschung sowie die öffentliche Wahrnehmung traditioneller Vornamen in der Region.

## Biografie
Manno Peters Tammena war ein bedeutender ostfriesischer Namenforscher und Autor. Er wurde 1934 in Nortmoor in eine Familie geboren, in der traditionelle ostfriesische Vornamen üblich waren, was sein späteres Interesse an der Namenforschung beeinflusste. Tammena erlebte eine turbulente Schulzeit, die kurz vor dem Abitur mit einem Schulverweis in Leer aufgrund eines Konflikts mit einem Lehrer endete. Nach diesem Vorfall entschied er sich zunächst für eine Karriere in der Brauindustrie und begann eine Lehre, die ihn von Weener nach Bremen führte. Im Jahr 1961 setzte er seine Ausbildung mit einem zweijährigen Studium der Brauereitechnologie in Berlin fort.
Trotz seiner anfänglichen Ausbildung im Brauwesen entschied sich Tammena letztendlich für den Lehrerberuf. Er holte das Abitur nach und absolvierte ein Lehramtsstudium. Seine erste Anstellung fand er an der Volksschule in Jemgum. Aus gesundheitlichen Gründen musste Tammena seine Lehrerlaufbahn bereits 1986 vorzeitig beenden.
Sein Interesse an ostfriesischen Namen wurde durch seinen eigenen ungewöhnlichen Namen geweckt, da er bemerkte, dass seine Familie andere Namen trug als die damals üblichen. Dies motivierte ihn, die Namenvielfalt in Ostfriesland zu erforschen und zu bewahren. Tammena begann mit der systematischen Sammlung und Dokumentation ostfriesischer Vornamen, eine Tätigkeit, die er über Jahrzehnte hinweg mit großer Leidenschaft verfolgte. Sein Markenzeichen war ein langer weißer Bart, der sein Erscheinungsbild prägte. Ab 1998 begann eine langjährige Zusammenarbeit zwischen Tammena und dem Ostfriesland Magazin, für das er regelmäßig Beiträge verfasste. Diese Kooperation erstreckte sich über mehr als 15 Jahre und trug wesentlich zur Verbreitung seines Wissens bei. Tammena war stolz darauf, Ostfriese zu sein, und sah in der Bewahrung der Namenstradition einen wichtigen Beitrag zum Erhalt des kulturellen Erbes der Region. Seine Forschungsarbeit umfasste nicht nur die Sammlung von Namen, sondern auch die Untersuchung ihrer Herkunft, Bedeutung und historischen Entwicklung. Tammena setzte sich intensiv mit der patronymischen Namengebung in Ostfriesland auseinander und dokumentierte deren allmählichen Niedergang.
Über die Jahre hinweg baute er ein umfangreiches Archiv auf, das detaillierte Informationen zu mehr als 45.000 ostfriesischen Namen enthielt. Dieses Archiv wurde zu einer wertvollen Ressource für Historiker, Genealogen und andere Forscher. Tammena war nicht nur in der Fachwelt, sondern auch in der breiten Öffentlichkeit als Experte für ostfriesische Namen bekannt und geschätzt. Er gab zahlreiche Interviews und hielt Vorträge, um sein Wissen zu teilen und das Bewusstsein für die Bedeutung der ostfriesischen Namenkultur zu schärfen.
Tammena lebte bis zu seinem Tod in Nortmoor, wo er 2023 im Alter von 88 Jahren verstarb. Sein Tod wurde in der Region und darüber hinaus als großer Verlust für die ostfriesische Kulturforschung empfunden.

## Wissenschaftliches Wirken
Tammenas wissenschaftliches Werk drehte sich um die Erforschung und Dokumentation ostfriesischer Vornamen und Namenstraditionen. Über einen Zeitraum von mehr als 60 Jahren sammelte und analysierte er systematisch ostfriesische Personennamen und die Entwicklung der patronymischen Namengebung. Seine umfangreiche Forschungsarbeit resultierte in einer Sammlung von über 45.000 detailliert dokumentierten Namen.
Tammena untersuchte dabei nicht nur die Namensformen selbst, sondern auch deren Ursprünge, die vorwiegend im Altfriesischen und Altsächsischen, aber auch im Niederländischen und Englischen zu finden sind. Er erforschte die Entwicklung und Veränderung der Namensgebung über die Jahrhunderte hinweg, einschließlich der Einflüsse durch das Verschwinden des Friesischen, die Einführung christlicher Namen und die allmähliche Auflösung des patronymischen Namensystems.
Tammena analysierte zudem die vielfältigen Schreibweisen der Namen und deren Ursachen, wie etwa die Ortsfremdheit von Pastoren, die aus Unkenntnis des Plattdeutschen die Namen falsch schrieben. Seine Forschung umfasste auch die Untersuchung typischer Namensendungen, Koseformen und spezieller Frauennamen. Tammena erforschte die Tradition des Benömens, bei der durch die Wiederholung von Vornamen in der Familie das Andenken an die Vorfahren gewahrt wurde. Er untersuchte die geschlechtsspezifischen Aspekte der Namengebung, wie etwa die Praxis, Frauen männliche Namen mit weiblicher Endung zu geben.
Tammenas Forschung erstreckte sich auch auf die Analyse der Störungen im traditionellen Namenssystem, wie sie durch historische und gesellschaftliche Veränderungen hervorgerufen wurden. Er dokumentierte den Niedergang der traditionellen ostfriesischen Namengebung, der mit der Einführung der Standesämter 1874 seinen vorläufigen Abschluss fand. Tammenas wissenschaftliche Arbeit zeichnete sich durch eine akribische Sammlung und Auswertung genealogischer und sprachhistorischer Quellen aus.

## Wirkung und Rezeption
Manno Peters Tammenas Forschung zur ostfriesischen Namengebung hatte weitreichende Auswirkungen auf die Bewahrung und Wiederbelebung traditioneller Vornamen in Ostfriesland. Seine jahrzehntelange Arbeit, bei der er über 45.000 ostfriesische Namen dokumentierte, wird als wegweisend für die Onomastik in der Region betrachtet. Tammenas Hauptwerk Namengebung in Ostfriesland gilt als Standardwerk und Meilenstein in der Namenforschung. Es dient nicht nur Wissenschaftlern, sondern auch Standesämtern und Gerichten als Referenz bei der Beurteilung traditioneller ostfriesischer Namen.
Tammenas Forschung fand Eingang in die Gesetzgebung und beeinflusste die Reform des Namensrechts in Niedersachsen, die ab 2025 die Vergabe patronymischer Namen nach ostfriesischer Tradition wieder ermöglicht. Seine Arbeiten werden von Historikern, Genealogen und Sprachwissenschaftlern als unverzichtbare Quelle für die ostfriesische Kulturgeschichte geschätzt. Tammenas Engagement trug maßgeblich dazu bei, das Bewusstsein für die Bedeutung traditioneller Namen als Teil des ostfriesischen Kulturerbes zu schärfen.
Seine Publikationen, insbesondere die Serie im Ostfriesland Magazin, erreichten eine breite Öffentlichkeit und weckten das Interesse vieler Ostfriesen an ihrer Namenstradition. Tammenas Forschung wird auch von Autoren historischer Romane als wertvolle Ressource genutzt, um authentische Namen für ihre Charaktere zu finden. Sein Werk inspirierte zudem andere Regionen, sich verstärkt mit ihren eigenen Namenstraditionen auseinanderzusetzen.
Die von Tammena zusammengetragene Namenssammlung wird als wichtiges sprachhistorisches Archiv betrachtet, das Einblicke in die Entwicklung der friesischen und niederdeutschen Sprache ermöglicht. Seine Arbeit wird als wesentlicher Beitrag zur Erhaltung der sprachlichen und kulturellen Vielfalt in Norddeutschland anerkannt.

## Ehrung
Manno Peters Tammena wurde im Jahr 2008 mit dem Upstalsboom-Siegel in Bronze (Goldbronze) ausgezeichnet. Diese Ehrung wird von der Ostfriesischen Landschaft für lokal begrenzte und fachspezifische Verdienste um Geschichte, Kunst, Kultur oder Bildung verliehen. Das Upstalsboom-Siegel ist eine Nachbildung des historischen Totius-Frisiae-Siegels, das vom 13. bis 15. Jahrhundert von den freien Ländern der Friesen zur Beglaubigung ihrer Verträge verwendet wurde. Die Ostfriesische Landschaft ließ für diese Auszeichnung Abdrücke in Goldbronze und Neusilber herstellen.
Die Auszeichnung unterstreicht die Bedeutung von Tammenas Forschungsarbeit für das kollektive Gedächtnis und die kulturelle Identität Ostfrieslands. Mit der Verleihung des Upstalsboom-Siegels würdigte die Ostfriesische Landschaft Tammenas langjährige Tätigkeit als Autor und Namensforscher. Die Ehrung mit dem Upstalsboom-Siegel in Bronze reiht Tammena in eine Gruppe von Persönlichkeiten ein, die sich um die Erforschung und Erhaltung des ostfriesischen Kulturguts verdient gemacht haben.

## Publikationen
- Namengebung in Ostfriesland. Soltau-Kurier-Norden, Norden 2009, ISBN 978-3-939870-59-3 (942 S.).

Tammena veröffentlichte mehrere bedeutende Werke zur ostfriesischen Namenforschung. Sein Hauptwerk Namengebung in Ostfriesland basiert auf der Auswertung zahlreicher genealogischer und sprachhistorischer Quellen, erschien 2009 im Verlag Soltau-Kurier-Norden und umfasst 942 Seiten. In diesem Buch dokumentierte Tammena über 43.000 ostfriesische Namen und erläuterte deren Ursprung, Entwicklung und Niedergang. Das Werk gilt als Standardwerk zur ostfriesischen Namengebung und basiert auf mehr als 50 Jahren Forschungs- und Sammelarbeit des Autors.
International wurde besonders sein Hauptwerk von Fachkollegen wie Professor Wilfried Seibicke von der Universität Heidelberg gelobt. Tammenas Publikationen werden als wichtiger Beitrag zur Bewahrung des ostfriesischen Kulturguts betrachtet.
- Ostfriesische Vornamen: Von Aafke bis Zwaantje. Soltau-Kurier-Norden, Norden 2005, ISBN 3-928327-75-5 (182 S.).

Bereits 2005 veröffentlichte Tammena im selben Verlag das Buch Ostfriesische Vornamen: Von Aafke bis Zwaantje, das aus einer zwölfteiligen Serie für das Ostfriesland Magazin entstand. Dieses Werk behandelt Besonderheiten und Merkwürdigkeiten der Namengebung in Ostfriesland und enthält Fotos von Kindern mit ostfriesischen Vornamen.
Tammenas Publikationen zeichnen sich durch eine allgemein verständliche Sprache aus und erschließen einer breiten Leserschaft die ostfriesische Namenlandschaft. Seine Werke liefern nicht nur genealogisches und sprachhistorisches Material, sondern geben auch Anregungen zur Wiederaufnahme traditioneller Namen. Für Standesämter und Gerichte bieten Tammenas Bücher eine historische und sprachliche Grundlage bei der Namenswahl.